# Eugène Beauvois
Pierre Eugène Beauvois, född den 17 februari 1835 i Corberon (departementet Côte-d'Or), död 1912, var en fransk arkeolog och historiker.
Beauvois gjorde sig förtrogen med Skandinaviens litteratur och sökte göra densamma känd för fransk publik genom att anmäla nordiska historiska arbeten i franska tidskrifter och översatte även  åtskilligt, bland annat Allens Haandbog (Histoire de Danemark, 1878) samt norska sagor och skildringar av Aasen, Asbjørnsen, Bjørnson med flera (Contes populaires de la Norvège, 1862). Han var medlem av Det Nordiske Oldskriftselskab i Köpenhamn och översatte för detsamma ett stort antal uppsatser i Mémoires de la société des antiquaires du Nord. Han var vicepresident vid flera amerikanistkongresser och författade uppsatser om det förkolumbiska Amerika som publicerades i flera tidskrifter. Som finnolog publicerade han Études sur la race nordaltaïque (i Revue orientale et américaine, 1863–1864) och Magie chez les finnois (1881–1883). Hans huvudarbete är Histoire légendaire des francs et des bourgondes aux 3:e et 4:e siècles (1867), vari han på ett djärvt sätt söker finna den historiska kärnan i sagorna om völsungar och niflungar. Beauvois skrev i Nouvelle biographie universelle och La grande encyclopédie åtskilliga biografier särskilt om skandinaver.